# William Bligh
William Bligh (født 9. september 1754, død 7. december 1817) var en britisk søofficer. Han er bedst kendt for det mytteri, der skete under hans kommando på HMAV Bounty samt den efterfølgende bemærkelsesværdige rejse til Timor i Bountys barkasse, som mytteristerne havde forvist ham og 18 andre til. Han førte desuden HMS Glatton under Slaget på Reden og blev siden guvernør i New South Wales.